# Пахомий (Ишпановский)
Митропролит Пахомий (Шпаковский; 2 июля 1672, Валахия — 23 сентября 1723) — епископ Русской православной церкви, митрополит Воронежский и Елецкий.

## Биография
Родился в 1672 году в Валахии. По происхождению серб. Принадлежал к дворянскому роду.
Был архимандритом Бессериканского монастыря валашском городе Романов (ныне — Роман). После разорения его турками Пахомий вместе с молдавским господарем Димитрием Кантемиром приехал в Москву.
Евгений (Болховитинов) писал, что Пахомий осуществлял какие-то государственные дела, связанные с Турцией. Этим и стал известен Петру I.
18 января 1714 года указом Петра I епископа Воронежского и Елецкого с возведением в сан митрополита. Хиротония состоялась 25 апреля 1714 года. Митрополичьим саном он был обязан Ф. М. Апраксину, в письмах которому неоднократно подчеркивал, что «прошением Светлости Вашей есмь митрополитом».
В 1721 году доносил Синоду о бедности монастырей вверенной ему епархии.
В 1720 году Пахомий исполнял чреду священнослужения в Санкт-Петербурге, а в 1721 году доносил Св. Синоду о бедности монастырей вверенной ему епархии.
Инициатор активной церковно-строительной деятельности в епархии. Начал строительство соборной Благовещенской Церкви.
Мало знакомый с порядками в России, перед смертью попал под суд по денежным делам.
Скончался 23 сентября 1723 года в Троицком загородном доме. Погребен в Благовещенском соборе Митрофановского монастыря.